# Piłka ręczna na Letnich Igrzyskach Olimpijskich 2024 – afrykański turniej kwalifikacyjny kobiet
Afrykańskie kwalifikacje do olimpijskiego turnieju piłki ręcznej 2024 miały na celu wyłonienie żeńskiej reprezentacji narodowej w piłce ręcznej, która wystąpi w tym turnieju jako przedstawiciel Afryki.
Turniej kwalifikacyjny w Afryce został zaplanowany na pierwszą połowę października 2023 roku w Angoli. Cztery uczestniczące zespoły – półfinaliści ostatnich mistrzostw kontynentu – rywalizowały systemem kołowym w ramach jednej grupy. W fazie grupowej mecze toczone były bez ewentualnej dogrywki, za zwycięstwo, remis i porażkę przysługiwało odpowiednio dwa, jeden i zero punktów. Przy ustalaniu rankingu po fazie grupowej w przypadku tej samej ilości punktów lokaty zespołów były ustalane kolejno na podstawie:
- wyników meczów pomiędzy zainteresowanymi drużynami;
- lepszego bilansu bramek w meczach pomiędzy zainteresowanymi drużynami;
- większej liczby zdobytych bramek w meczach pomiędzy zainteresowanymi drużynami;
- lepszego bilansu bramek zdobytych i straconych;
- większej liczby zdobytych bramek;
- losowania.

Z kompletem zwycięstw w turnieju triumfowała reprezentacja Angoli, która tym samym zyskała awans na LIO 2024.
| 11 października 202316:00 | Kamerun | 21:21(9:12) | Kongo | Pavilhão Multiusos, Luanda |
| 11 października 202316:00 |         | 21:21(9:12) |       | Pavilhão Multiusos, Luanda |

| 11 października 202318:00 | Angola | 22:21(11:11) | Senegal | Pavilhão Multiusos, Luanda |
| 11 października 202318:00 |        | 22:21(11:11) |         | Pavilhão Multiusos, Luanda |

| 12 października 202316:00 | Kamerun | 17:15(7:6) | Senegal | Pavilhão Multiusos, Luanda |
| 12 października 202316:00 |         | 17:15(7:6) |         | Pavilhão Multiusos, Luanda |

| 12 października 202318:00 | Kongo | 15:30(9:17) | Angola | Pavilhão Multiusos, Luanda |
| 12 października 202318:00 |       | 15:30(9:17) |        | Pavilhão Multiusos, Luanda |

| 14 października 202316:00 | Senegal | 27:22(16:13) | Kongo | Pavilhão Multiusos, Luanda |
| 14 października 202316:00 |         | 27:22(16:13) |       | Pavilhão Multiusos, Luanda |

| 14 października 202318:00 | Angola | 27:21(16:9) | Kamerun | Pavilhão Multiusos, Luanda |
| 14 października 202318:00 |        | 27:21(16:9) |         | Pavilhão Multiusos, Luanda |